# شهرستان بارینگو
شهرستان بارینگو (به لاتین: Baringo County) یک منطقهٔ مسکونی در کنیا است که در کنیا واقع شده‌است. شهرستان بارینگو ۱۱٬۰۷۵٫۳ کیلومترمربع مساحت و ۵۵۵٬۵۶۱ نفر جمعیت دارد.